# Stacia Blake

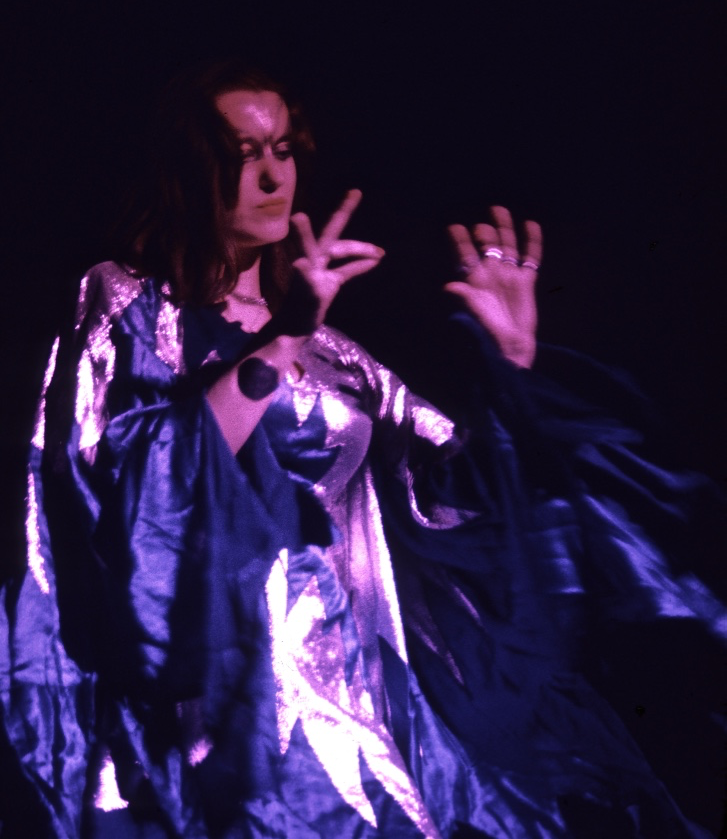
Blake mit Hawkwind, 1974

Stacia Blake (* 26. Dezember 1952 in Exeter, Irland) ist eine irische Künstlerin, die in den 1970er Jahren als Tänzerin der englischen Space-Rock-Band Hawkwind bekannt wurde.

## Biografie
Blake kam 1971 zu Hawkwind. Es gibt verschiedene Geschichten, wie es zu der Zusammenarbeit kam. Laut dem Begleittext zum Album In Search of Space (1971) wurde sie von Robert Calvert für die Auftritte der Band engagiert. Andere Quellen besagen, sie sei mit Nik Turner befreundet gewesen. 2012 sagte Turner in einem Interview mit der Zeitschrift Mojo, er habe sie beim Isle of Wight Festival 1970 kennengelernt. Sie selbst sagte dem Magazin Melody Maker, dass sie bei einem Hawkwind-Konzert spontan auf die Bühne ging, um zur Musik zu tanzen. Dies bestätigte auch Lemmy Kilmister.
Stacia Blake, die auffallend groß ist (6 Fuß oder darüber, das ist über 1,80 m), tanzte häufig teilweise oder ganz nackt vor der Band, meist mit Farben bemalt. Dabei war sie Teil einer Bühnenshow, mit Andy Dunkley als MC. Der Künstler Barney Bubbles bildete sie auf dem Cover des  Doppelalbums Space Ritual (1973) ab, welches erst durch den kommerziellen Erfolg seines Vorgängers, Silver Machine, verwirklicht werden konnte. Bis 1975 war sie fester Teil der Bühnenshow von Hawkwind. Nach der Tour zum Album Warrior on the Edge of Time (1975) verließ sie die Band.
Sie heiratete Roy Dyke, den Schlagzeuger von Ashton, Gardner & Dyke. Mit ihm und ihrer Tochter Aysha Dyke lebte sie in Hamburg und begann dort zu malen. Heute lebt sie als Malerin in Irland.

## Ausstellungen
Einzelausstellungen
- 1995: Taidemuseo – Joensuu / Finnland
- 1999: The Daffodil Gallery – Irland
- 2000: Oisin Gallery – Dublin / Irland
- 2001: Tinahely Courthouse Centre – Irland
- 2001: Domamaise Theatre & Centre for the Arts – Irland
- 2002: Kolin Ryynänen – Koli / Finnland
- 2002: Galleria, Petra Raasio – Joensuu / Finnland
- 2003: Bank of Ireland – Dublin / Irland

Gruppenausstellungen
- 1997: Bank of Ireland Exhibition – Skerries / Irland
- 1998: Sunlight Studios – Irland
- 1999: Sunlight Studios – Irland
- 1999: Post War Art & Design at Philips Auction House – Edinburgh / Schottland
- 1999: Sunlight Studios – Irland
- 2000: Sunlight Studios – Irland[9]
- 2001: Sunlight Studios – Irland
- 2002: Blue Leaf Gallery – Dublin / Irland
- 2002: Sunlight Studios – Irland
- 2003: Blue Leaf Gallery – Dublin / Irland
- 2004: Balbriggan Art Festival – Co. Dublin / Irland
- 2005: Balbriggan Art Festival – Co. Dublin / Irland
- 2006: Nebenan Ausstellung – Berlin / Deutschland

## Preise
- 2001: Art Flight Aer Lingus / Arts council
- 2001: Three month residency at Koli, Finland (Arts Council, Joensuu, Finnland)
- 2005: Tyrone Guthrie Bursary (Arts Office Laois, County Council, Irland)